# ミンデン (戦列艦)
|          | |
| 艦歴     | |
| 発注:    | 1801年7月9日 |
| 建造:    | ダンカン・ドック（ボンベイ）                                                                                         |
| 進水:    | 1810年6月19日 |
| その後:  | 1861年売却 |
| 性能諸元 | |
| クラス:  | ガンジス級戦列艦 |
| 全長:    | 砲列甲板：169ft 6in（51.7m）                                                                                         |
| 全幅:    | 47ft 8½in（14.5m）                                                                                                   |
| 喫水:    | 20ft 3in（6.2m） |
| 機関:    | 帆走（3本マストシップ）                                                                                              |
| 乗員:    | 590名 |
| 兵装:    | 74門： 下砲列：32ポンド(15kg)砲28門 上砲列：18ポンド(8kg)砲28門 後甲板：9ポンド(4kg)砲14門 船首楼：9ポンド(4kg)砲4門 |

ミンデン（HMS Minden）はエドワード・ハント設計のガンジス級74門艦3等戦列艦。名前はドイツのミンデンで1759年に行われた戦いに由来しており、そこでイギリス・プロイセン連合軍はフランスに大勝した。ミンデンはハノーファーから75kmほどの場所にあり、18、19世紀においてはハノーヴァー朝の領土だった。
建造はインドの会社「Jamshedji Bomanji Wadia」が請け負い、1810年6月19日にボンベイのダンカン・ドックで進水した。ミンデンは本国以外で建造された初の艦である。

## 経歴
米英戦争においてミンデンはチェサピーク湾に展開していた。フランシス・スコット・キーがマクヘンリー砦の防衛という名のを書き上げたのはミンデンの艦上だったという証言があるがこれには異論もある。この詩は後にアメリカ合衆国の国歌になった。
1816年にアルジェ砲撃に参加した。またジャワやオーストラリアにおいても活動した。
ミンデンは1842年から香港で病院船として使用されていた。これは台風で破壊された海軍病院の代替である。主にマラリア患者を収容していたが、1857年にアリゲーターと交代し1861年に香港で売却、解体された。
香港にはミンデンにちなむ名前の街路が2つある。